# فيكتور سانشيز (كاتب)
فيكتور سانشيز (بالإسبانية: Victor Sanchez)‏ هو عالم إنسان وكاتب مكسيكي، ولد في 9 ديسمبر 1961.